# 2,3,4,5,6,7,8,9,10,11,12,13,14,15,16-Pentadécaméthylheptadécane
Le 2,3,4,5,6,7,8,9,10,11,12,13,14,15,16-pentadécaméthylheptadécane est un alcane supérieur ramifié de formule semi-développée (CH3)2CH-[CH(CH3)]13-CH(CH3)2.
Les atomes de carbone C3 à C16 sauf C9 sont asymétriques et cette molécule contient un plan de symétrie passant par C9. Ainsi elle se présente sous la forme d'un certain nombre de paires d'énantiomères et de composés méso.